# لی یاگوانگ
لی یاگوانگ (انگلیسی: Li Yaguang; ۸ ژوئن ۱۹۵۸)  بازیکن بسکتبال اهل چین بود. وی در بازی‌های المپیک تابستانی ۱۹۸۴ و ۱۹۸۸ شرکت کرده‌است.